# The Eminence in Shadow
The Eminence in Shadow (陰の実力者になりたくて!?, Kage no jitsuryokusha ni naritakute!, lett. "Voglio diventare una persona potente dietro le quinte!") è una serie di light novel scritta da Daisuke Aizawa e illustrata da Tōzai. Ha iniziato la serializzazione online nel maggio 2018 sul sito web Shōsetsuka ni narō. Successivamente la serie è stata acquistata da Enterbrain, che la pubblica dal 5 novembre 2018.
Un adattamento manga, disegnato da Anri Sakano, viene serializzato sulla rivista Comp Ace di Kadokawa Shoten dal 26 dicembre 2018. Anche un manga spin-off realizzato da Seta U, intitolato The Eminence in Shadow - SSS (陰の実力者になりたくて！ しゃどーがいでん?, Kage no jitsuryokusha ni naritakute! Shadō Gaiden, lett. "Voglio diventare una persona potente dietro le quinte! Shadow Gaiden"), è stato serializzato sulla stessa rivista dal 26 luglio 2019 al 26 settembre 2023.
Un adattamento anime della serie, prodotto da Nexus, è stato trasmesso da ottobre 2022 a febbraio 2023.

## Trama
Un ragazzo del Giappone moderno desidera esercitare il potere dall'ombra, ma durante l'addestramento viene investito da un camion e muore. Rinasce poi in un mondo fantastico come Cid Kagenō, dove mantiene un aspetto perfettamente mediocre per non distinguersi dalla massa e poter così perseguire il suo sogno di diventare "L'eminenza grigia". Un giorno, si imbatte in una ragazza elfa infettata da una misteriosa malattia e la cura. Inventa poi una storia, spiegando che il mondo è segretamente gestito dal Culto di Diablos, e che la sua organizzazione segreta, chiamata "Shadow Garden", è l'unica che può combatterli. La ragazza, che Cid chiama Alpha, si unisce a questa organizzazione e inizia a reclutare nuovi membri. Tuttavia, le storie inventate dal ragazzo si rivelano essere vere nonostante lui creda che sia un'illusione totale. Cid continua a combattere il Culto di Diablos sotto lo pseudonimo di "Shadow", completamente ignaro di essere coinvolto in una complicata lotta per il potere.
Mentre nella vita di tutti i giorni rimane un personaggio che lui chiama comparsa per non far sorgere sospetti su di lui.

## Personaggi

Shadow e le Sette Ombre nella sigla d'apertura dell'anime

### Personaggi principali
Cid Kagenō (シド・カゲノー?, Shido Kagenō) / Shadow (シャドウ?, Shadō)
Doppiato da: Seiichirō Yamashita (ed. giapponese), Ezio Vivolo (ed. italiana)
Il protagonista, che è figlio di una nobile famiglia. In realtà, si è reincarnato in un altro mondo dopo essere stato investito da un camion dopo aver dedicato la sua vita precedente ad essere più forte di una bomba nucleare. È segretamente il leader dello Shadow Garden, un'organizzazione che combatte nell'ombra contro il Culto di Diablos (ディアボロス教団?, Diaborosu Kyoudan), anche se crede che entrambe le organizzazioni siano fittizie e che i loro membri stiano semplicemente partecipando a un gioco di ruolo. Desidera comportarsi come un personaggio secondario e passare inosservato ed ha tendenze chūnibyō, basando tutte le sue azioni su ciò che crede sarebbe più bello.
Claire Kagenō (クレア・カゲノー?, Kurea Kagenō)
Doppiata da: Rina Hidaka (ed. giapponese), Martina Tamburello (ed. italiana)
La sorella maggiore di Cid, un'abile spada magica. Si considera più forte del fratello e lo prende in giro, spesso prendendolo a pugni e causandogli altre forme di danno fisico quando si ritrova infastidita da lui. Tuttavia, si preoccupa per lui in modo ossessivo, agendo in modo piuttosto sconsiderato quando pensa che possa essere minacciato.
Alexia Midgar (アレクシア・ミドガル?, Arekushia Midogaru)
Doppiata da: Kana Hanazawa (ed. giapponese), Martina Felli (ed. italiana)
Una principessa altezzosa, si impegna a rendere la vita di Cid il più fastidiosa possibile. I due avevano stipulato un finto fidanzamento in precedenza, ma in seguito lei ha sviluppato sentimenti genuini per lui mentre era ansioso di porre fine alla loro relazione. Inoltre, è uno dei pochi personaggi ad aver visto personalmente "Shadow" in azione (al di fuori dei membri di Shadow Garden) ma non sa che "la vera identità di Shadow è lo stesso Cid.
Iris Midgar (アイリス・ミドガル?, Airisu Midogaru)
Doppiata da: Yōko Hikasa (ed. giapponese), Chiara Francese (ed. italiana)
La sorella maggiore di Alexia. Ha creato una cerchia di soldati, indipendenti dai Cavalieri, per combattere chiunque minacci la pace, che si tratti dello Shadow Garden o del Culto.
Rose Oriana (ローズ・オリアナ?, Rōzu Oriana)
Doppiata da: Haruka Shiraishi (ed. giapponese), Giorgia Carnevale (ed. italiana)
La principessa del vicino regno di Oriana, paese noto per la sua arte. Ha intrapreso l'arte della spada invece che quella delle arti tradizionali ed è diventata una studentessa trasferita presso l'accademia per spadaccini magici di Midgard. È diventata presidente del consiglio studentesco e la sua abilità con la spada all'accademia è considerata seconda solo a quella della principessa di Midgar, Iris Midgar. Diventa nota come "666" nei volumi successivi della light novel quando si unisce allo Shadow Garden dopo una serie di eventi.

## Media

### Light novel
La serie è scritta da Daisuke Aizawa e illustrata da Tōzai ed ha iniziato la serializzazione online nel maggio 2018 sul sito web Shōsetsuka ni narō. Successivamente è stata acquistata da Enterbrain nel novembre 2018, che ne ha pubblicato sei volumi. Yen Press ha acquistato i diritti per la sua pubblicazione in inglese.
| Nº | Data di prima pubblicazione | Data di prima pubblicazione | Data di prima pubblicazione |
| Nº | Giapponese                  | Giapponese                  |                             |
| -- | --------------------------- | --------------------------- | --------------------------- |
| 1  | 5 novembre 2018             | ISBN 978-4-04-735302-2      |                             |
| 2  | 5 marzo 2019                | ISBN 978-4-04-735580-4      |                             |
| 3  | 26 luglio 2019              | ISBN 978-4-04-735711-2      |                             |
| 4  | 26 febbraio 2021            | ISBN 978-4-04-735878-2      |                             |
| 5  | 28 dicembre 2022            | ISBN 978-4-04-737311-2      |                             |
| 6  | 30 ottobre 2023             | ISBN 978-4-04-737691-5      |                             |

### Manga
Un adattamento manga, disegnato da Anri Sakano viene serializzato sulla rivista Comp Ace di Kadokawa Shoten dal 26 dicembre 2018 e ne ha pubblicato sedici volumi tankōbon. Yen Press ha acquistato i diritti anche per la pubblicazione del manga in lingua inglese.
In Italia la serie è edita da Magic Press che la pubblica dal 14 aprile 2022. La traduzione dei testi è curata da Roberto Pesci.
| 1  | 25 luglio 2019 | ISBN 978-4-04-108471-7 | 14 aprile 2022    | ISBN 978-88-6913-836-2 |
| 1  | Capitoli - Episodio.1-4 - Speciale. L'ho cercato disperatamente, ma non mi è stato proprio possibile trovare Yamata no Orochi |                        |                   |                        |
| 2  | 24 settembre 2019 | ISBN 978-4-04-108683-4 | 30 giugno 2022    | ISBN 978-88-6913-844-7 |
| 2  | Capitoli - Episodio.5-8 |                        |                   |                        |
| 3  | 25 giugno 2020 | ISBN 978-4-04-109326-9 | 4 agosto 2022     | ISBN 978-88-6913-854-6 |
| 3  | Capitoli - Episodio.9-12 |                        |                   |                        |
| 4  | 25 agosto 2020 | ISBN 978-4-04-109332-0 | 20 ottobre 2022   | ISBN 978-88-6913-875-1 |
| 4  | Capitoli - Episodio.13-16 |                        |                   |                        |
| 5  | 26 febbraio 2021 | ISBN 978-4-04-111002-7 | 22 dicembre 2022  | ISBN 978-88-6913-898-0 |
| 5  | Capitoli - Episodio.17-21 |                        |                   |                        |
| 6  | 25 giugno 2021 | ISBN 978-4-04-111564-0 | 16 febbraio 2023  | ISBN 978-88-6913-914-7 |
| 6  | Capitoli - Episodio.22-25 |                        |                   |                        |
| 7  | 26 marzo 2022 | ISBN 978-4-04-111565-7 | 18 maggio 2023    | ISBN 978-88-6913-931-4 |
| 7  | Capitoli - Episodio.26-29 |                        |                   |                        |
| 8  | 26 settembre 2022 | ISBN 978-4-04-112936-4 | 13 luglio 2023    | ISBN 978-88-6913-950-5 |
| 8  | Capitoli - Episodio.30-33 |                        |                   |                        |
| 9  | 25 ottobre 2022 | ISBN 978-4-04-112937-1 | 14 settembre 2023 | ISBN 978-88-6913-979-6 |
| 9  | Capitoli - Episodio.34-37 |                        |                   |                        |
| 10 | 25 novembre 2022 | ISBN 978-4-04-112938-8 | 2 novembre 2023   | ISBN 978-88-6913-208-7 |
| 10 | Capitoli - Episodio.38-41 |                        |                   |                        |
| 11 | 26 maggio 2023 | ISBN 978-4-04-113684-3 | 18 gennaio 2024   | ISBN 978-88-6913-230-8 |
| 11 | Capitoli - Episodio.42-45 |                        |                   |                        |
| 12 | 26 ottobre 2023 | ISBN 978-4-04-113685-0 | 10 ottobre 2024   | ISBN 979-12-56720-29-3 |
| 12 | Capitoli - Episodio.46-49 |                        |                   |                        |
| 13 | 24 maggio 2024 | ISBN 978-4-04-114968-3 | 30 gennaio 2025   | ISBN 979-12-56720-64-4 |
| 13 | Capitoli - Episodio.50-53 |                        |                   |                        |
| 14 | 25 novembre 2024 | ISBN 978-4-04-115574-5 | 24 luglio 2025    | ISBN 979-12-56721-22-1 |
| 14 | Capitoli - Episodio.54-57 |                        |                   |                        |
| 15 | 26 febbraio 2025 | ISBN 978-4-04-115857-9 | —                 | —                      |
| 15 | Capitoli - Episodio.58-61 |                        |                   |                        |
| 16 | 25 luglio 2025 | ISBN 978-4-04-116209-5 | —                 | —                      |
| 16 | Capitoli - Episodio.62-65 |                        |                   |                        |

Un manga spin-off, realizzato da Seta U ed intitolato The Eminence in Shadow - SSS (陰の実力者になりたくて！ しゃどーがいでん?, Kage no jitsuryokusha ni naritakute! Shadō Gaiden, lett. "Voglio diventare una persona potente dietro le quinte! Shadow Gaiden") è stato serializzato su Comp Ace dal 26 luglio 2019 al 26 settembre 2023 ed è stato raccolto in sei volumi tankōbon. In Italia la serie è stata annunciata da Magic Press che la pubblica a partire dal 26 aprile 2024.
| 1 | 25 giugno 2020                                   | ISBN 978-4-04-109327-6 | 26 aprile 2024    | ISBN 978-88-6913-450-0 |
| 1 | Capitoli - Episodio (えぴそーど?, Episōdo) 1-8   |                        |                   |                        |
| 2 | 26 febbraio 2021                                 | ISBN 978-4-04-109333-7 | 23 maggio 2024    | ISBN 978-88-6913-468-5 |
| 2 | Capitoli - Episodio (えぴそーど?, Episōdo) 9-17  |                        |                   |                        |
| 3 | 26 marzo 2022                                    | ISBN 978-4-04-112378-2 | 11 luglio 2024    | ISBN 978-88-6913-491-3 |
| 3 | Capitoli - Episodio (えぴそーど?, Episōdo) 18-29 |                        |                   |                        |
| 4 | 25 ottobre 2022                                  | ISBN 978-4-04-113040-7 | 19 settembre 2024 | ISBN 979-12-56720-18-7 |
| 4 | Capitoli - Episodio (えぴそーど?, Episōdo) 30-38 |                        |                   |                        |
| 5 | 26 maggio 2023                                   | ISBN 978-4-04-113688-1 | 7 novembre 2024   | ISBN 979-12-56720-42-2 |
| 5 | Capitoli - Episodio (えぴそーど?, Episōdo) 39-45 |                        |                   |                        |
| 6 | 26 ottobre 2023                                  | ISBN 978-4-04-113689-8 | 3 aprile 2025     | ISBN 979-12-56720-90-3 |
| 6 | Capitoli - Episodio (えぴそーど?, Episōdo) 46-52 |                        |                   |                        |

### Anime
Un adattamento anime della serie è stato annunciato nel quarto volume della light novel il 26 febbraio 2021. La serie è prodotta da Nexus e diretta da Kazuya Nakanishi, sceneggiata da Kanichi Katō, con Makoto Iino al character design e la colonna sonora composta da Kenichiro Suehiro. È stata trasmessa dal 5 ottobre 2022 al 15 febbraio 2023 su AT-X e altre reti. La sigla di apertura è HIGHEST degli OxT, mentre la sigla di chiusura è Darling in the Night di Asami Setō, Inori Minase, Suzuko Mimori, Fairouz Ai, Hisako Kanemoto, Ayaka Asai e Reina Kondō. Sentai Filmworks ha acquistato i diritti per la trasmissione in America del Nord, mentre HIDIVE l'ha trasmessa in streaming. In Italia la serie è stata distribuita da Yamato Video in versione sottotitolata sul canale Anime Generation di Prime Video con il nome The Eminence in Shadow - Un giorno sarò l'eminenza grigia. Il doppiaggio italiano è stato pubblicato dal 3 marzo al 24 maggio 2023.
Una seconda stagione è stata annunciata durante una diretta streaming tenutasi il 22 febbraio 2023. I membri dello staff principale tornano a ricoprire i medesimi ruoli dalla stagione precedente. È stata trasmessa dal 4 ottobre al 20 dicembre 2023 e presenta un totale di 12 episodi. La sigla d'apertura è Grayscale Dominator degli OxT mentre quella di chiusura è Polaris in the Night di Ikumi Hasegawa, Maaya Uchida, Mayu Minami e Ryōko Maekawa. In Italia i diritti sono stati riconfermati da Yamato Video che l'ha pubblicata in versione sottotitolata in simulcast sul canale Anime Generation di Prime Video, e doppiata in italiano dall'11 aprile al 28 giugno 2024.
Il doppiaggio italiano è stato curato da X-Trim Solutions di Milano sotto la direzione di Massimo Di Benedetto. L'adattamento dei dialoghi dell'edizione italiana è stato effettuato da Lydia Corbelli.

#### Episodi

##### Prima stagione
| Nº | Titolo italiano Giapponese 「Kanji」 - Rōmaji                                                                 | In onda          | In onda        |
| Nº | Titolo italiano Giapponese 「Kanji」 - Rōmaji                                                                 | Giapponese       | Italiano       |
| 1  | Il compagno di classe odiato 「嫌いなクラスメイト」 - Kirai na Kurasumeito                                    | 5 ottobre 2022   | 3 marzo 2023   |
| 2  | La formazione dello Shadow Garden 「結成シャドウガーデン」 - Kessei Shadō Gāden                               | 12 ottobre 2022  | 3 marzo 2023   |
| 3  | La Spadaccina Mediocre 「凡人の剣」 - Bonjin no ken                                                           | 19 ottobre 2022  | 3 marzo 2023   |
| 4  | La ricompensa per il sadismo 「加虐への報酬」 - Kagyaku e no hōshū                                            | 26 ottobre 2022  | 3 marzo 2023   |
| 5  | I am... 「アイ・アム……」 - Ai Amu......                                                                       | 2 novembre 2022  | 3 marzo 2023   |
| 6  | Gli impostori 「偽る者」 - Itsuwaru mono                                                                      | 9 novembre 2022  | 3 marzo 2023   |
| 7  | Il torneo di scherma tra complotti e sangue 「謀略と流血の剣術大会」 - Bōryaku to ryūketsu no kenjutsu taikai | 16 novembre 2022 | 3 marzo 2023   |
| 8  | L'accademia per schermidori magici è presa di mira 「狙われた魔剣士学園」 - Nerawareta makenshi gakuen        | 23 novembre 2022 | 3 marzo 2023   |
| 9  | Alla fine dell'inganno 「偽りの果て」 - Itsuwari no hate                                                      | 30 novembre 2022 | 3 marzo 2023   |
| 10 | La Terra Santa, la città dell'inganno 「聖地・欺瞞の都」 - Seichi giman no miyako                             | 7 dicembre 2022  | 3 marzo 2023   |
| 11 | L'ordalia della Dea 「女神の試練」 - Megami no shiren                                                         | 14 dicembre 2022 | 3 marzo 2023   |
| 12 | La verità all'interno dei ricordi 「記憶の中の真実」 - Kioku no naka no shinjitsu                             | 21 dicembre 2022 | 3 marzo 2023   |
| 13 | Il duello consacrato allo sterminio 「消滅に捧げる血闘」 - Shōmetsu ni sasageru kettō                         | 28 dicembre 2022 | 3 marzo 2023   |
| 14 | La tua bugia, la tua richiesta 「君の嘘、君の願い」 - Kimi no uso, kimi no negai                              | 4 gennaio 2023   | 24 maggio 2023 |
| 15 | Il più forte e più debole tra gli uomini 「最強最弱の男」 - Saikyō saijaku no otoko                           | 11 gennaio 2023  | 24 maggio 2023 |
| 16 | Intenti celati alla vista 「見えざる真意」 - Miezaru shin'i                                                   | 18 gennaio 2023  | 24 maggio 2023 |
| 17 | Le tenebre illuminate al chiaro di luna 「闇に射す月光」 - Yami ni sasu gekkō                                 | 25 gennaio 2023  | 24 maggio 2023 |
| 18 | Scommettere tutto su un istante 「刹那に賭ける」 - Setsuna ni kakeru                                          | 1º febbraio 2023 | 24 maggio 2023 |
| 19 | Il burattino danzante 「踊る人形」 - Odoru ningyō                                                             | 8 febbraio 2023  | 24 maggio 2023 |
| 20 | L'avvento del diavolo 「魔人降臨」 - Majin kōrin                                                              | 15 febbraio 2023 | 24 maggio 2023 |

##### Seconda stagione
| Nº | Titolo italiano Giapponese 「Kanji」 - Rōmaji               | In onda          | In onda        |
| Nº | Titolo italiano Giapponese 「Kanji」 - Rōmaji               | Giapponese       | Italiano       |
| 1  | La città senza legge 「無法都市」 - Muhō toshi              | 4 ottobre 2023   | 12 aprile 2024 |
| 2  | L'oasi di riposo 「安息の地」 - Ansoku no chi               | 11 ottobre 2023  | 19 aprile 2024 |
| 3  | Il momento del risveglio 「覚醒の刻」 - Kakusei no toki     | 18 ottobre 2023  | 26 aprile 2024 |
| 4  | La maschera dell'inganno 「偽りの仮面」 - Itsuwari no kamen | 25 ottobre 2023  | 3 maggio 2024  |
| 5  | Colui che tira le fila 「糸を引く者」 - Ito wo hikusha      | 1º novembre 2023 | 10 maggio 2024 |
| 6  | John Smith 「ジョン・スミス」 - Jon Sumisu                  | 8 novembre 2023  | 17 maggio 2024 |
| 7  | Ciò che è prezioso 「大切なもの」 - Taisetsu na mono        | 15 novembre 2023 | 24 maggio 2024 |
| 8  | Le lacrime del drago 「龍の涙」 - Ryū no namida             | 22 novembre 2023 | 31 maggio 2024 |
| 9  | La chiave 「鍵」 - Kagi                                     | 29 novembre 2023 | 7 giugno 2024  |
| 10 | Un uccello in gabbia 「籠の鳥」 - Kago no tori              | 6 dicembre 2023  | 14 giugno 2024 |
| 11 | La decisione 「決断」 - Ketsudan                            | 13 dicembre 2023 | 21 giugno 2024 |
| 12 | HIGHEST 「HIGHEST」                                         | 20 dicembre 2023 | 28 giugno 2024 |

### Film
Un film d'animazione intitolato The Eminence in Shadow: Lost Echoes (劇場版 陰の実力者 になりたくて！残響編?, Kage no jitsuryokusha ni naritakute!: Zankyō-hen) è stato annunciato nel dicembre 2023.

### Spin-off
I personaggi principali della serie appariranno nella terza stagione della serie spin-off crossover Isekai Quartet.